# Синьково (Раменский район)

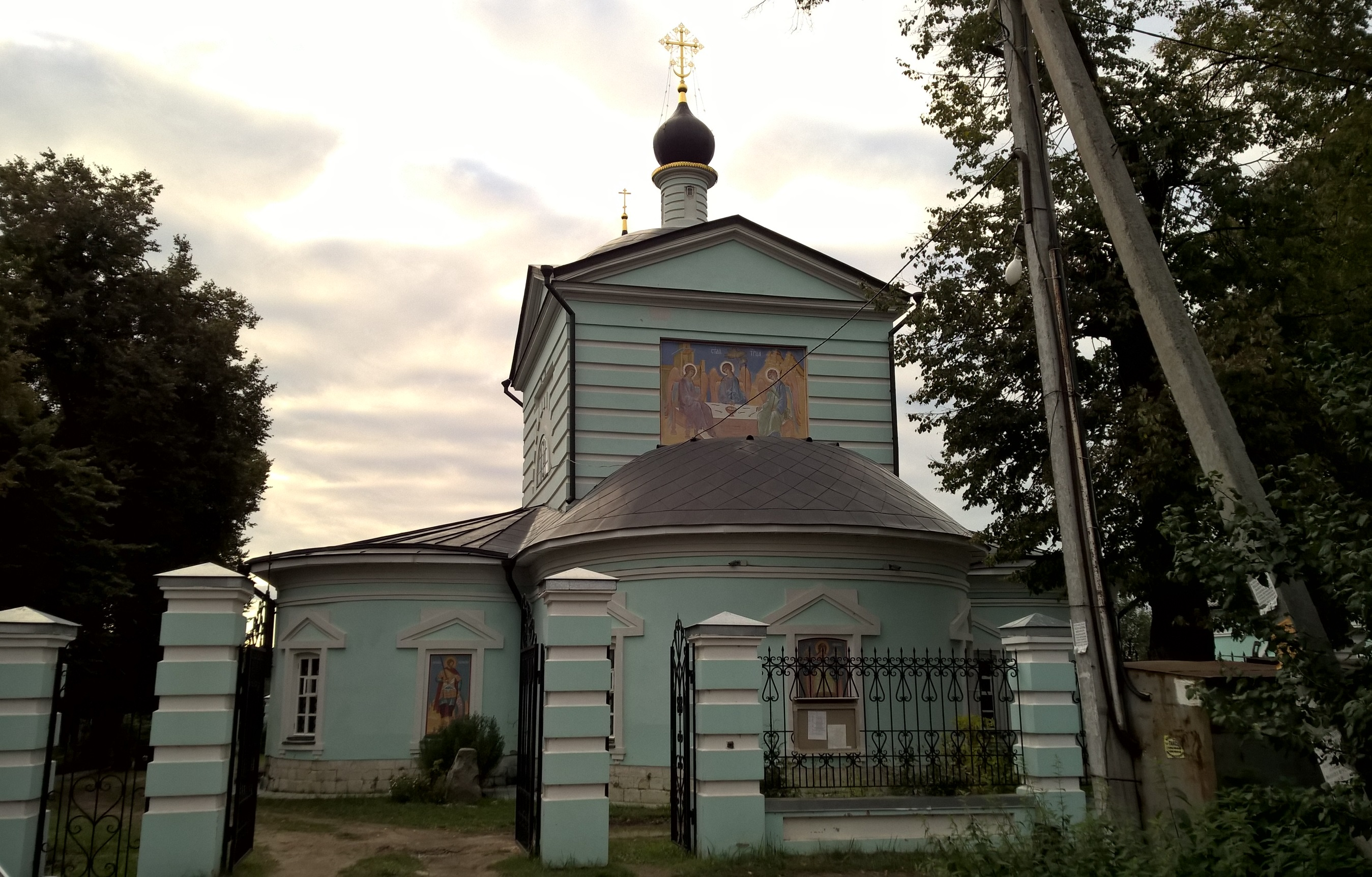
Храм Архангела Михаила в Синьково

Синько́во — село в Раменском муниципальном районе Московской области. Входит в состав сельского поселения Софьинское. Население — 340 чел. (2010).

## Название
В письменных источниках 1589 года и XVII века упоминается как Синково или Сынково. Название связано с некалендарным личным именем Синько.

## География
Село Синьково расположено в западной части Раменского района, примерно в 8 км к юго-западу от города Раменское. Высота над уровнем моря 146 м. Через село протекает река Ольховка, которую с некоторых пор стали ошибочно обозначать на картах как Глуховка. К селу приписано 2 СНТ — Синие дали и Синица, а также территория СНТ Синие дали. Ближайший населённый пункт — деревня Запрудное.

## История
В 1926 году село являлось центром Синьковского сельсовета Софьинской волости Бронницкого уезда Московской губернии.
С 1929 года — населённый пункт в составе Раменского района Московского округа Московской области.
До муниципальной реформы 2006 года село входило в состав Софьинского сельского округа Раменского района.

## Население
| 1926 | 2002 | 2010 |
| ---- | ---- | ---- |
| 755  | ↘183 | ↗340 |

В 1926 году в селе проживало 755 человек (312 мужчин, 443 женщины), насчитывалось 164 хозяйства, из которых 156 было крестьянских. По переписи 2002 года — 183 человека (84 мужчины, 99 женщин).

## Известные уроженцы
- Иголкин, Пётр Иванович (1900—1970) — советский военачальник, генерал-лейтенант.